# Aujeszky László
Aujeszky László (Budapest, 1903. augusztus 23. − Budapest, 1978. december 7.) magyar meteorológus. Az Magyar Meteorológiai Társaság főtitkára, a Tudományos Ismeretterjesztő Társulat másodtitkára, Aujeszky Aladár magyar mikrobiológus fia.

## Családja
Aujeszky Aladár a 20. század elején született egy morvaországi eredetű, katolikus vallású családban Budapesten. Apja Aujeszky Aladár (1869-1933) állatorvos. Anyja Megyeri Karolina (1870–1951) zenepedagógus.
1929. január 9-én kötött házasságot Balassovich Lenkével, akivel három gyermeke született.

## Élete
A Pázmány Péter Tudományegyetemen matematika-fizika szakon végzett 1921-25 között, majd négy évig gyakornokként dolgozott az egyetem matematika tanszékén. 1926-ban meteorológiából, elméleti és kísérleti fizikából egyetemi doktori címet szerzett. 1937-ben tett egyetemi magántanári vizsgát, és a Budapesti Tudományegyetemen 32 féléven át tartott előadásokat a meteorológia modern témaköreiről. Az Országos Meteorológiai és Földmágnességi Intézet Prognózis Osztályának vezetői pozícióját 1940 és 1943, valamint 1951 és 1963 között töltötte be. 
Sok szakirodalmi tevékenységet végzett és számos szakkönyvet írt, 117 jelentős publikációja volt. Politikai okok miatt nem tudta széleskörűen kamatoztatni nemzetközi kapcsolatait és sokoldalú nyelvtudását. 
1978. december 7-én, Budapesten hunyt el. Temetése Óbudán történt, majd 2003-ban hamvait áthelyezték a Batthyány téri Szent Anna templom kriptájába.

## Munkássága
1939-től 1945-ig a TIT titkára és a Természettudományi Közlöny társszerkesztője volt. 1944-ben április 25-től november 21-ig az Országos Meteorológiai és Földmágnességi Intézet megbízott igazgatója volt, de megbízatása a budapesti harcok lassú előrehaladása miatt meghiúsult. 1948-tól 1950-ig három évig szerkesztette az "Időjárás" c. szakfolyóiratot. 1947-ben a Magyar Köztársaság nevében ő írta alá a WMO (Meteorológiai Világszervezet) alapító okiratát Washingtonban. 1954-ben, anélkül hogy disszertációt nyújtott volna be, kandidátusi címet kapott, majd 1971-ben "Kísérlet a légkör meteorológiailag mobilizálható energia készletének megbecsülésére" c. értekezése alapján a földtudományok doktora lett.

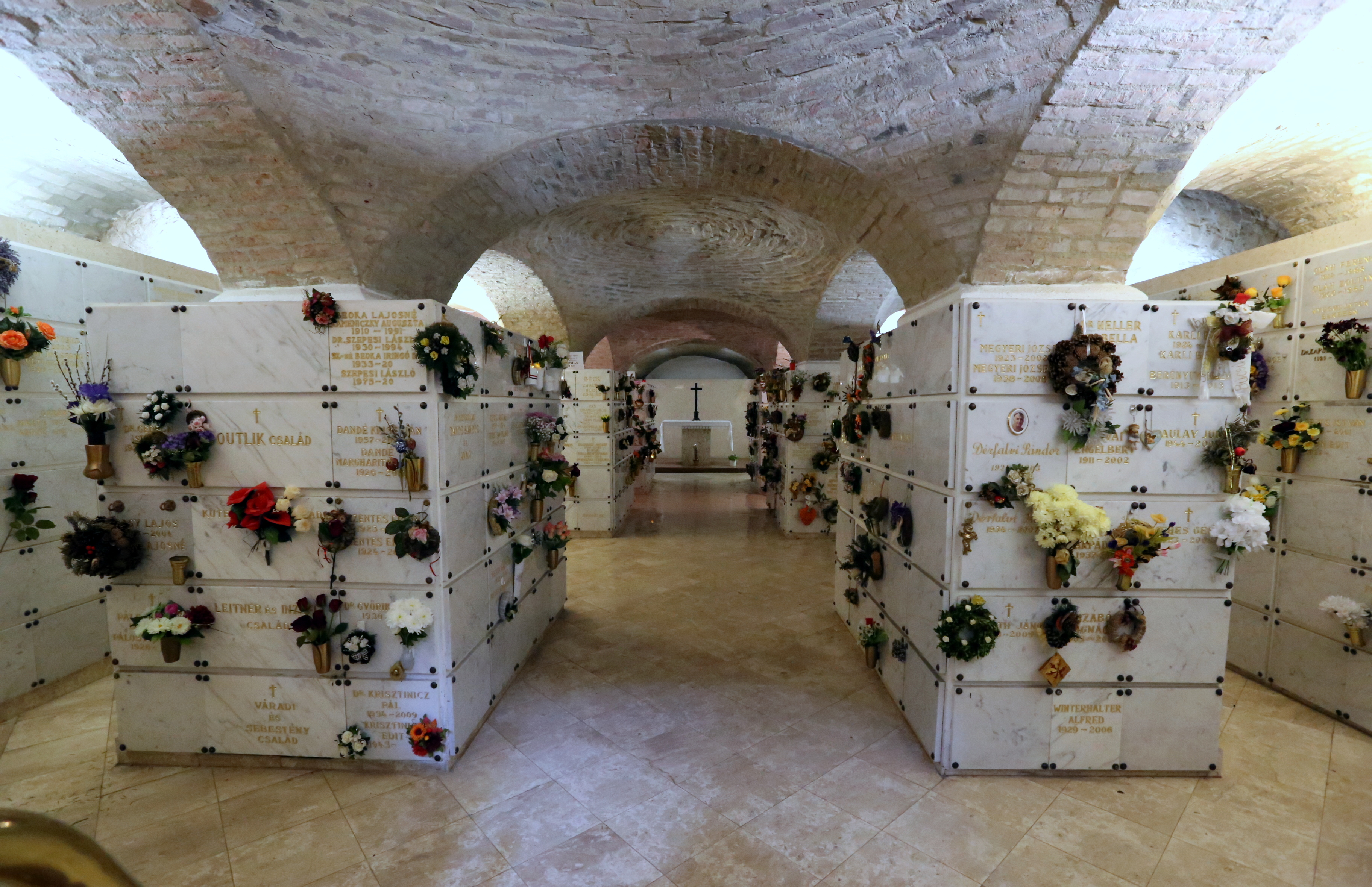
A vízivárosi Szent Anna-templom altemplomi urnatemetője: Aujeszky László hamvai ide kerültek át 2003-ban

1948-50 között a Magyar Meteorológiai Társaság főtitkára volt, 1950-51-ben elnök, majd a Tudományos Tanács tagja lett. Két alkalommal is megkapta a Steiner Lajos Emlékérmet, és 1979-től a Társaság tiszteleti tagja volt. Az 1940-es évek elejétől rendes tagja volt a Szent István Akadémiának. 1963. december 31-én, 36 évnyi állami szolgálat után váratlanul nyugdíjazták. Nyugdíjazása után aktív volt az MTA-ban és a Magyar Meteorológiai Társaságban.

## Művei
- Védekezés az időjárási károk ellen (Az Időjárás, 1930)
- A sztratoszféra (Az Időjárás, 1934)
- Időjelzések készítése hiányos hírszolgálati viszonyok között (Az Időjárás, 1939)
- Meteorológiai tényezők szerepe a piackutatásban (Az Időjárás, 1939)
- Új fogalmak a meteorológiában (Az Időjárás, 1942)
- Jégesőgyakoriság és valószínűség Magyarországon (Bp., 1946)
- A városrendezési meteorológia alapelvei (Bp., 1946)
- Mezőgazdasági meteorológia Béll Bélával, Berényi Dénessel (Bp., 1951)
- Természetes és mesterséges eső Dési Frigyessel (Bp., 1954)
- Az időjárás előrejelzése Ozorai Zoltánnal (Bp., 1954)
- A harmatképződés előrejelzése (Az Időjárás, 1956)
- Az időjárás és a mindennapi élet (Bp., 1956)
- A légkör fizikája - Monográfia (Bp., 1957)
- A felhők világa (Bp., 1958)
- Értsük meg az időjárást (Bp., 1960)
- Hogyan készül az időjárásjelentés? (Bp., 1960)
- A korszerű időprognosztika földrajzi vonatkozásai (Földrajzi Közlemények, 1961)
- A talajmenti csapadékok hidrometeorológiája (Hidrológiai Közlöny, 1961)
- A talajpusztulás szempontjából veszedelmes szinoptikai folyamatok időbeli és területi eloszlása Magyarországon (MTA Agrártudományok Osztálya Közleményei, 1964)
- A levegőszennyezések ellen való küzdelem meteorológiai alapjai (Ipari energiagazdálkodás, 1964)
- Budapest zivataros felhőszakadásai 1871 óta (Hidrológiai Közlöny, 1965)
- Energetikai meteorológia (Energia és atomtechnika, 1968)
- A hajózás időjárásprognosztikai problémái (Közlekedéstudományi Szemle, 1969)
- Kísérlet a légkör meteorológiailag mobilizálódó energiakészletének megbecsülésére (Bp., 1970).